# Froriepia
Froriepia es un género de plantas herbáceas perteneciente a la familia de las apiáceas. Comprende 3 especies descritas y de estas solo 2 aceptadas.

## Taxonomía
El género fue descrito por Karl Koch (botánico) y publicado en Linnaea 16: 362. 1842. La especie tipo es: Froriepia nuda K. Koch. 

## Especies
A continuación se brinda un listado de las especies del género Froriepia aceptadas hasta julio de 2013, ordenadas alfabéticamente. Para cada una se indica el nombre binomial seguido del autor, abreviado según las convenciones y usos.
- Froriepia gracillima Leute
- Froriepia subpinnata (Ledeb.) Baill.